# Niederhaverbeck
|  | Per a altres significats, vegeu «Haverbeek». |

Niederhaverbeck és un nucli del municipi de Bispingen al districte de Heidekreis a l'estat de Baixa Saxònia a Alemanya. El riu Haverbeeke hi neix.
Niederhaverbeck és un petit poble típic del parc natural de la landa de Lüneburg al vessant meridional del munt Wilseder Berg: un petit centre amb unes cases baixes amb teulats de vímet. L'activitat econòmica principal és el turisme i el manteniment de la Lüneburger Heide.

## Llocs d'interès
- El Naturinformationshaus un centre d'informació sobre la natura a la Lüneburger Heide i seu de la fundació Verein Naturschutzpark.
- El sender didàctic del riu Haverbeeke.
- El Fürstengrab, el més llarg túmul d'una necròpoli neolítica, fet de blocs erràtics. Malauradament, les poblacions més recents van reutilitzar molts dels blocs per fer les fundacions de les seves cases.
- Arrencada de tota una sèrie de senders per vianants, ciclistes i a cavall.

## Galeria

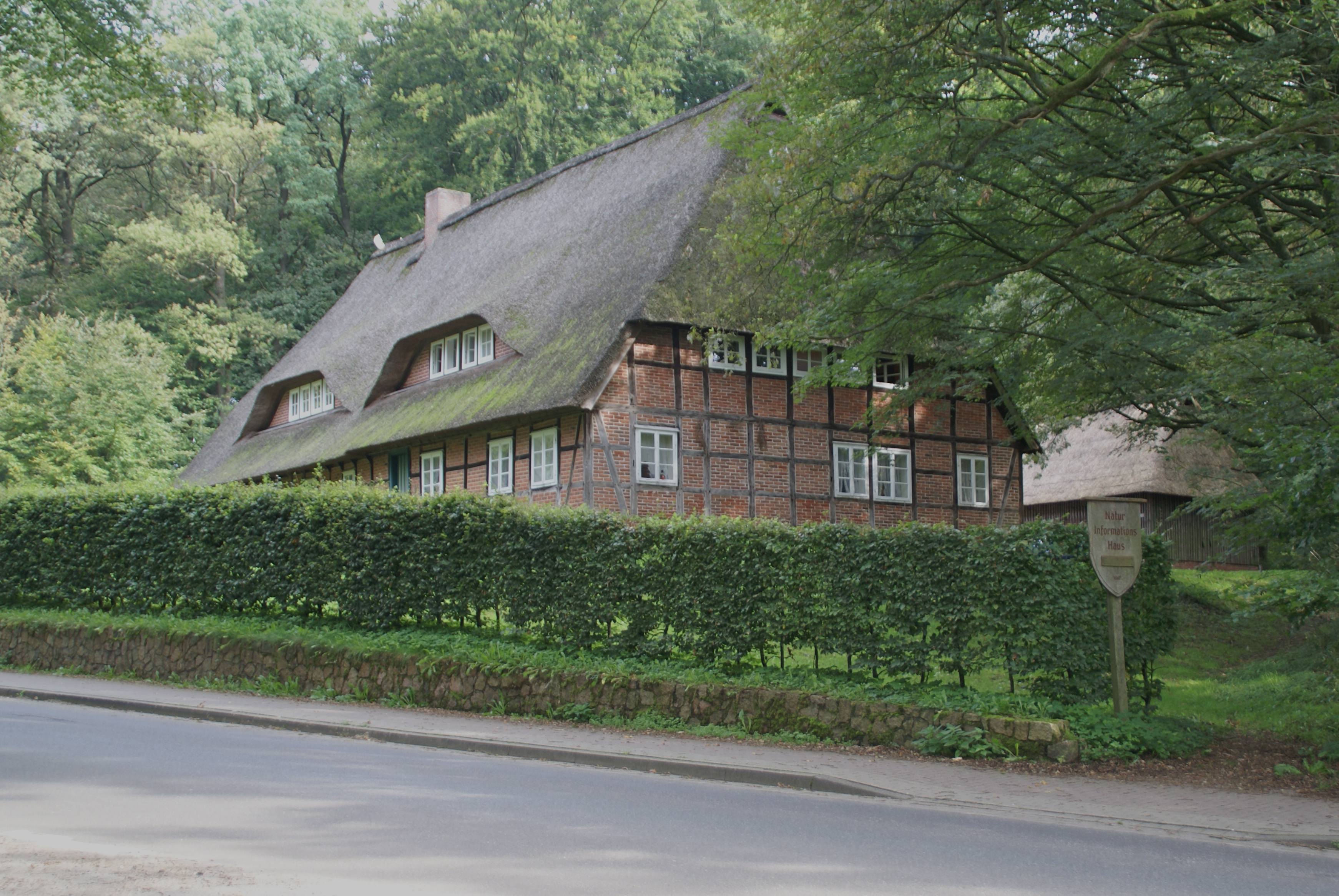
El centre d'informació sobre la natura de la VNP en un antic mas amb entramat de fusta
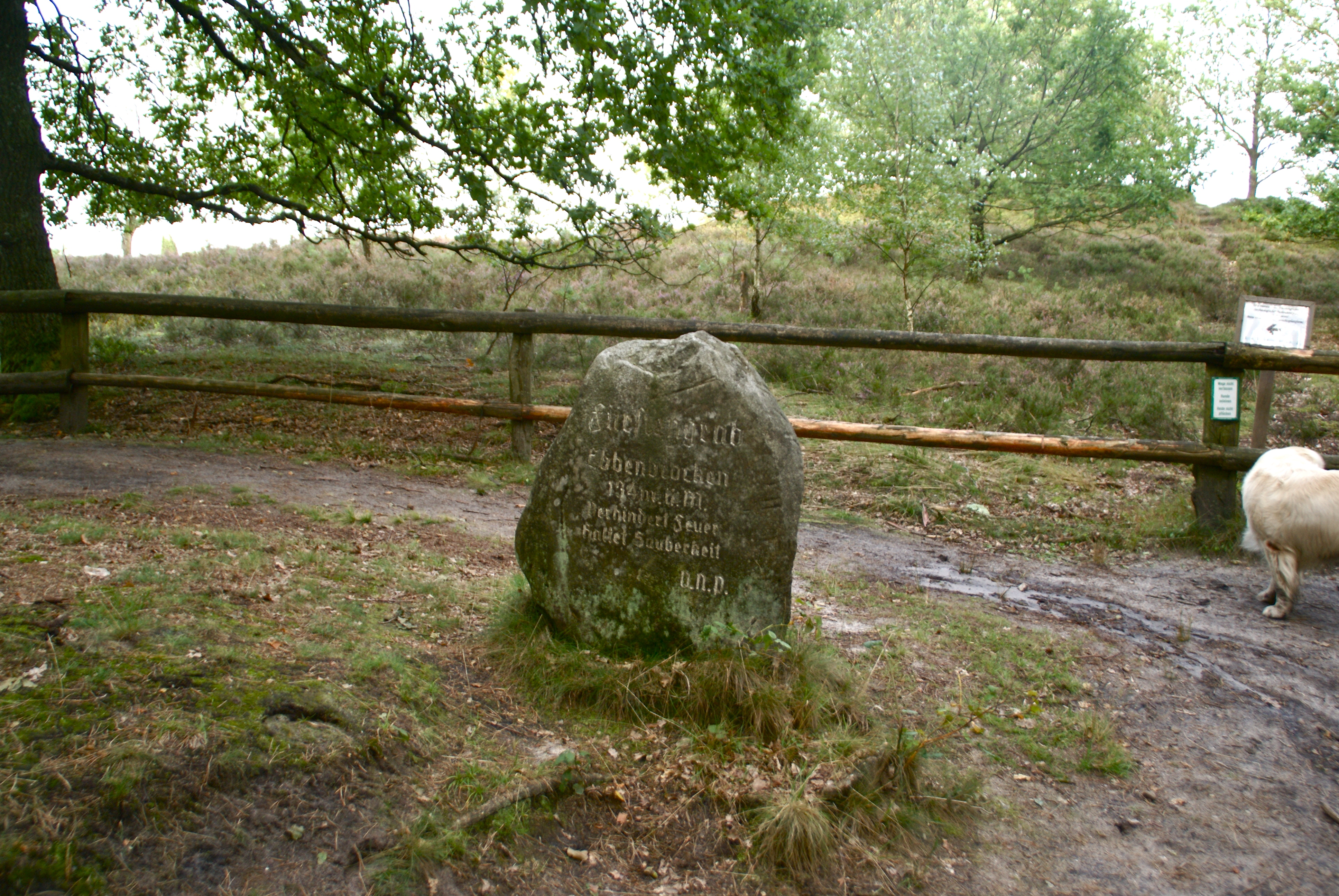
El túmul del Fürstengrab
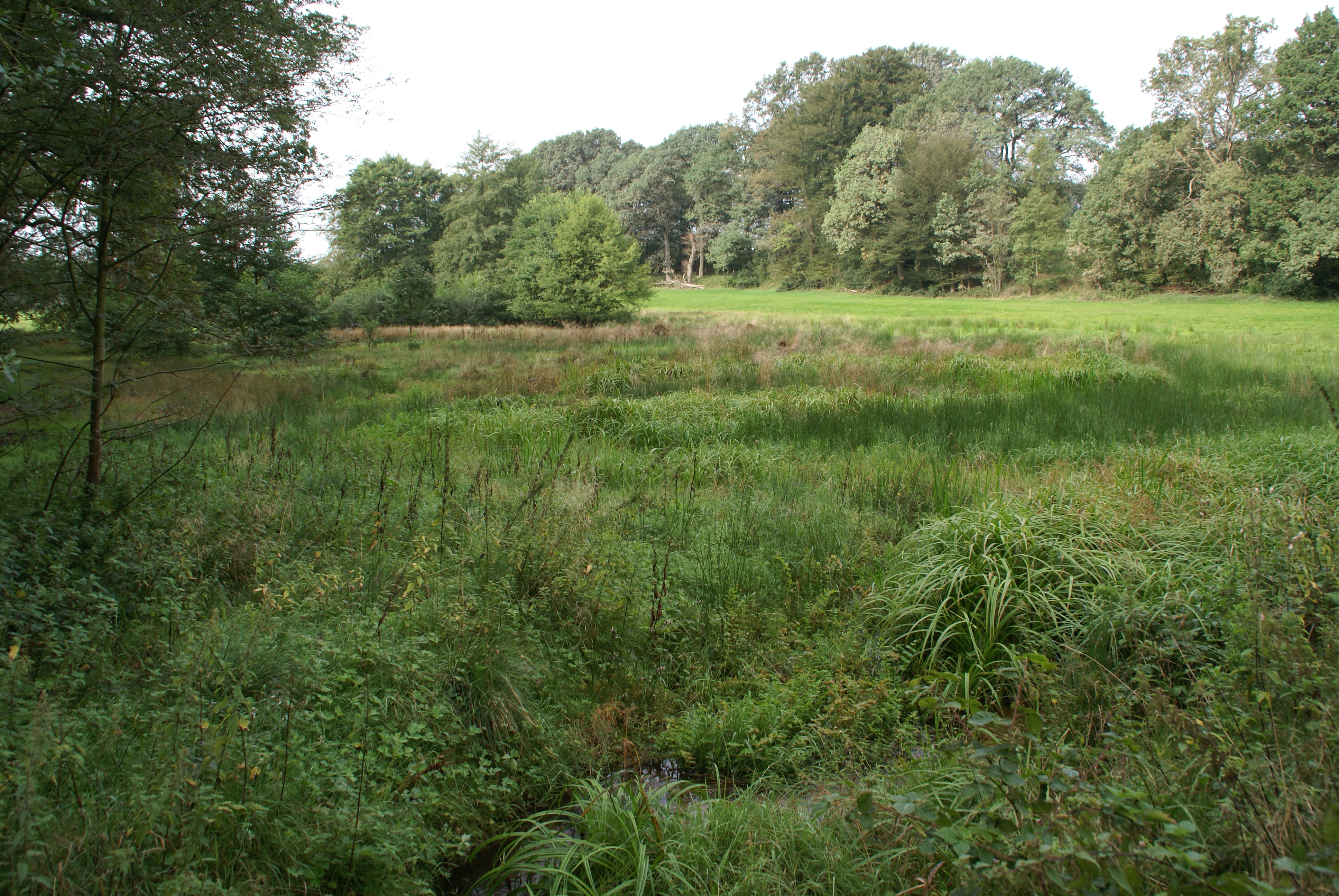
La vall de l'Haverbeeke
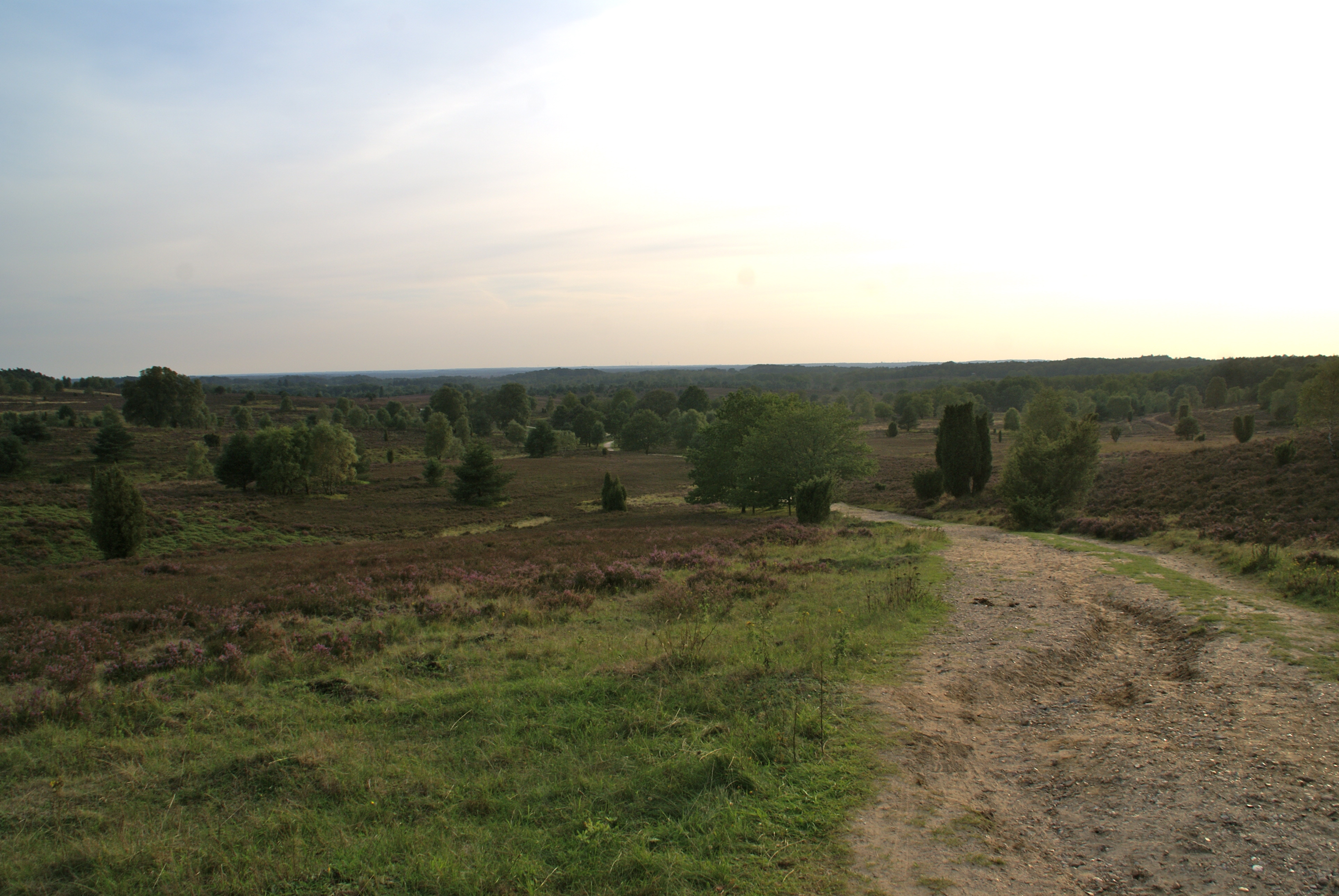
La landa a la posta del sol
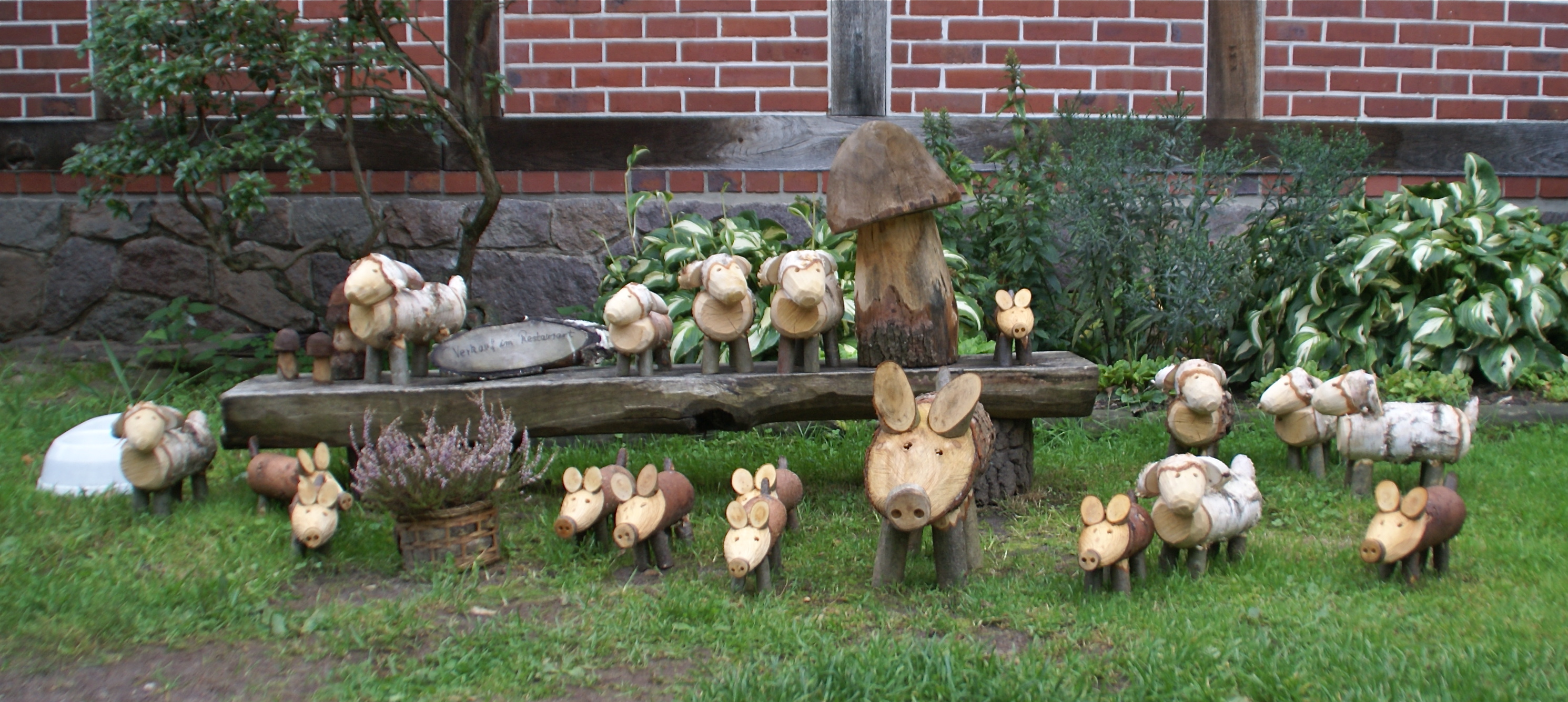
Articles d'artesanat artístic de la landa